# Conrad Zehrt

Conrad Zehrt

Conrad (Konrad) Zehrt (* 25. September 1806 in Heiligenstadt; † 23. Juni 1897 nach anderen Angaben 23. Juni 1893 ebenda) war ein deutscher Politiker der Deutschen Zentrumspartei und Mitglied des Reichstages.

## Leben und Wirken
Zehrt besuchte bis 1825 das Gymnasium in Heiligenstadt und studierte anschließend katholische Theologie in Regensburg, Rom und München. Er promovierte zum Dr. theol. Zwischen 1828 und 1829 bereiste er verschiedene Länder und Regionen. 1829 wurde er in Paderborn zum Priester geweiht. Anschließend war er Pfarrverwalter in Hohengandern. Im Jahr 1835 wurde er zum Pfarrer in Berlingerode und 1839 in Heiligenstadt berufen. Im gleichen Jahr trat er in die bischöfliche Verwaltung in Heiligenstadt ein, wo er eine Karriere in der Verwaltung begann und zum Geistlichen Rat und (1861) Bischöflichen Kommissar aufstieg. 1864 wurde er als Ehrendomherr Mitglied im Domkapitel von Paderborn. Wegen seiner Verdienste im Kulturkampf, er saß zeitweise im Gefängnis, wurde Zehrt 1876 zum Päpstlichen Geheimkämmerer und Jubilarpriester ernannt. Er war Mitglied der Görres-Gesellschaft.
Zehrt war ein politischer Geistlicher. Bereits 1848 gehörte er stellvertretend der Preußischen Nationalversammlung an. Später gehörte er 1862 bis 1863, 1870 bis 1872 und 1879 bis 1882 dem Preußischen Abgeordnetenhaus für den Wahlkreis Regierungsbezirk Erfurt 2 (Heiligenstadt - Worbis) an. Im Reichstag saß er nur in den Jahren 1871 bis 1872. Auch hier wurde er im Wahlkreis Erfurt 2 gewählt.
1879 Ehrenbürger von Heiligenstadt.

## Werke
- Eichsfeldische Kirchen-Geschichte des 19. Jahrhunderts, 1892